# Elezioni parlamentari in Moldavia del luglio 2009
Le elezioni parlamentari in Moldavia del 2009 si tennero il 29 luglio. In seguito all'esito elettorale, Primo ministro divenne Vlad Filat, sostenuto da Partito Liberale Democratico di Moldavia, Partito Liberale e Partito Democratico della Moldavia.

## Risultati
| Liste                                              | Voti      | %     | Seggi |
| -------------------------------------------------- | --------- | ----- | ----- |
| Partito dei Comunisti della Repubblica di Moldavia | 706.732   | 44,69 | 48    |
| Partito Liberale Democratico di Moldavia           | 262.028   | 16,57 | 18    |
| Partito Liberale                                   | 232.108   | 14,68 | 15    |
| Partito Democratico della Moldavia                 | 198.268   | 12,54 | 13    |
| Alleanza Moldavia Nostra                           | 116.194   | 7,35  | 7     |
| Altri                                              |           |       |       |
| Totale                                             | 1.581.517 |       | 101   |